# Rida Zouhir
Rida Zouhir (Montreal, 23 novembre 2003) è un calciatore canadese, centrocampista del D.C. United.

## Carriera

### Club

#### Gli inizi a Montréal
Nel 2016 il calciatore canadese entra nella Montreal Impact Academy in cui rimane per circa quattro anni. Il 4 dicembre 2020 firma il primo contratto da professionista con il CF Montréal, venendo aggregato alla prima squadra per la stagione successiva. Nei primi mesi della stagione 2021 non viene mai convocato fino ad agosto; infatti il 9 agosto sostituisce Mathieu Choinière al 75º minuto nel match contro il D.C. United. Nell'arco della stagione ottiene un'altra presenza in MLS e altre due nel Canadian Championship, in cui gioca da titolare la semifinale contro il Forge e segna uno dei rigori utili per la vittoria finale. A fine stagione il club canadese attiva l'opzione per il rinnovo del contratto. Il 16 febbraio 2022 esordisce in CONCACAF Champions League partendo da titolare contro il Santos Laguna. Nel 2023 rimane fino ad aprile con la prima squadra con cui colleziona sei presenze, cinque in campionato ed una in coppa nazionale.

#### Il prestito a San Antonio
Il 25 aprile 2023 viene girato in prestito al San Antonio FC. Il 14 maggio esordisce in USL Championship, subentrando al 76° minuto di gioco, fornendo l'assist ad un compagno per la rete del 7 a 0 contro il Charleston Battery. Il 28 maggio, alla seconda partita da titolare, realizza la prima rete in campionato aprendo le marcature contro il New Mexico Utd.

#### Il ritorno a Montréal e il prestito al Birmingham Legion
La stagione 2024 ha visto la conferma nella rosa iniziale del giovane centrocampista canadese; nonostante la scelta di tenerlo in rosa, Zouhir viene impiegato soltanto in sette partite di campionato e il 7 agosto 2024 viene girato nuovamente in prestito, in questa occasione al Birmingham Legion, club militante nella USL Championship.
Terminato il prestito, la società canadese non esercita l'opzione per il rinnovo del contratto, cosicché Zouhir viene svincolato.

#### DC United
Dopo aver fatto tutta la preseason con il club di Washington, il 21 febbraio 2025 viene tesserato dal D.C. United con cui ha firmato un contratto annuale con opzione di rinnovo per altre due stagioni. Il 1º marzo ha giocato per la prima volta con il DC United venendo fatto entrare a cinque minuti dalla fine del tempo regolamentare contro il Chicago Fire, match valido per la seconda giornata di campionato.

### Nazionale
Il 23 marzo 2022 viene convocato dalla selezione Under-20 marocchina per tre partite amichevoli.

## Statistiche

### Presenze e reti nei club
Statistiche aggiornate al 1º giugno 2025.
| Stagione           | Squadra            | Campionato         | Campionato | Campionato | Coppe nazionali | Coppe nazionali | Coppe nazionali | Coppe continentali | Coppe continentali | Coppe continentali | Altre coppe | Altre coppe | Altre coppe | Totale | Totale |
| Stagione           | Squadra            | Comp               | Pres       | Reti       | Comp            | Pres            | Reti            | Comp               | Pres               | Reti               | Comp        | Pres        | Reti        | Pres   | Reti   |
| ------------------ | ------------------ | ------------------ | ---------- | ---------- | --------------- | --------------- | --------------- | ------------------ | ------------------ | ------------------ | ----------- | ----------- | ----------- | ------ | ------ |
| 2020               | CF Montréal        | MLS                | -          | -          | CC              | -               | -               | CCL                | 0                  | 0                  |             | -           | -           | 0      | 0      |
| 2021               | CF Montréal        | MLS                | 2          | 0          | CC              | 2               | 0               |                    | -                  | -                  |             | -           | -           | 4      | 0      |
| 2022               | CF Montréal        | MLS                | 5          | 0          | CC              | 1               | 0               | CCL                | 2                  | 0                  |             | -           | -           | 8      | 0      |
| feb.-apr. 2023     | CF Montréal        | MLS                | 5          | 0          | CC              | 1               | 0               |                    | -                  | -                  |             | -           | -           | 6      | 0      |
| apr.-dic. 2023     | San Antonio FC     | USLC               | 25         | 8          | USOC            | -               | -               |                    | -                  | -                  |             | -           | -           | 25     | 8      |
| feb.-ago. 2024     | CF Montréal        | MLS                | 7          | 0          | CC              | 2               | 0               |                    | -                  | -                  | LC          | -           | -           | 9      | 0      |
| Totale CF Montréal | Totale CF Montréal | Totale CF Montréal | 19         | 0          |                 | 6               | 0               |                    | 2                  | 0                  |             | -           | -           | 27     | 0      |
| ago.-dic. 2024     | Birmingham Legion  | USLC               | 10         | 2          | USOC            | -               | -               |                    | -                  | -                  |             | -           | -           | 10     | 2      |
| 2025               | D.C. United        | MLS                | 9          | 0          | USOC            | 1               | 0               |                    | -                  | -                  | LC          | -           | -           | 10     | 0      |
| Totale carriera    | Totale carriera    | Totale carriera    | 63         | 10         |                 | 7               | 0               |                    | 2                  | 0                  |             | -           | -           | 81     | 10     |

## Palmarès
- Canadian Championship: 1

CF Montréal: 2021